# Bandera de Jaén
La bandera de Jaén es la enseña de la ciudad española de Jaén, siendo de color añil. En el centro, bordado, el escudo de Jaén.

## Historia
Una vez reconquistada la ciudad de Jaén, el rey Fernando III de Castilla le concedió por armas las de sus banderas, el cuartelado de Castilla y León. También le concedió un pendón carmesí, propio del reino de Castilla, al igual que siguiente intitulación:

Muy noble, famosa y muy leal ciudad, guarda y defendimiento de los reinos de Castilla.

Posteriormente, el color carmesí derivó a tonalidades más oscuras, llegando al añil, tal y como lo podemos encontrar actualmente.